# Vanderbilt, Texas
Vanderbilt là một nơi ấn định cho điều tra dân số (CDP) thuộc quận Jackson, tiểu bang Texas, Hoa Kỳ. Năm 2010, dân số của nơi này là 395 người.

## Dân số
- Dân số năm 2000: 411 người.
- Dân số năm 2010: 395 người.